# Smith (rivière de l'Oregon)
Pour les articles homonymes, voir Rivière Smith et Smith.
La rivière Smith est un affluent du fleuve Umpqua, d'approximativement 113 km de long, dans le sud-ouest de l'Oregon aux États-Unis.

## Géographie
Elle irrigue une partie de la Central Oregon Coast Range le long de la côte de l'Oregon, entre le bassin principal de l'Umpqua au sud et celui du fleuve côtier Siuslaw au nord.
La rivière Smith prend sa source dans les montagnes au nord du Comté de Douglas, à environ 16 km à l'ouest de Cottage Grove, et coule vers l'ouest en serpentant à travers les montagnes, traversant la Forêt nationale de Siuslaw pendant environ 16 km dans son cours inférieur. Elle rejoint l'Umpqua par le nord à Reedsport, à environ 10 km de l'embouchure de l'Umpqua dans l'océan Pacifique.

## Source de la traduction
- (en) Cet article est partiellement ou en totalité issu de l’article de Wikipédia en anglais intitulé « Smith River (Umpqua River) » (voir la liste des auteurs).